# Wilhelm Ferdinand Erichson
Wilhelm Ferdinand Erichson (Stralsund, 26 de novembro de 1809 – Berlim, 18 de dezembro de 1848) foi um entomólogo alemão.
Foi autor de inúmeros artigos sobre insectos, nomeadamente em Archiv für Naturgeschichte. Em 1842 escreveu um artigo sobre espécies de insectos colectados em Woolnorth, na Tasmânia, Austrália, que foi a primeira pesquisa detalhada publicada sobre a biogeografia de animais australianos e que foi influente em despertar o interesse na fauna australiana.

## Obras
- Genera Dytiscorum. Berlin (1832)
- Die Käfer der Mark Brandenburg. Two volumes Berlin (1837-1839) Click for pdf:
- Genera et species Staphylinorum insectorum. Berlin 1839-1840)
- Entomographien. Berlin (1840)
- 1839: IX. Insecten. Archiv fur Naturgeschichte 5(2): 281-375. PDF
- 1842: Beitrag zur Insecten-Fauna von Vandiemensland, mit besonderer Berücksichtigung der geographischen Verbreitung der Insecten. Archiv fur Naturgeschichte 8: 83-287. PDF
- Bericht über die wissenschaftlichen Leistungen auf dem Gebiete der Entomologie. Berlin (1838)
- Naturgeschichte der Insekten. Berlin (1845-1848)